# Brachinus exhalans
Brachinus exhalans es una especie de escarabajo de la familia Carabidae.

## Distribución geográfica
Se distribuye por el paleártico: sur de Europa, el norte de África y la mitad occidental de Asia.